# Centre Mèdic Rambam
El Centre Mèdic Rambam (en hebreu: רמב"ם - הקריה הרפואית לבריאות האדם) és un hospital que es troba en el barri de Bat Galim en la ciutat de Haifa, a Israel. El centre va ser fundat en 1938, és l'hospital més gran del nord d'Israel, i el cinquè més gran de l'Estat. El centre duu el nom del metge i filòsof del segle xii, el rabí Moixè ben Maimon (Maimònides), també conegut com a Rambam.

## Instal·lacions

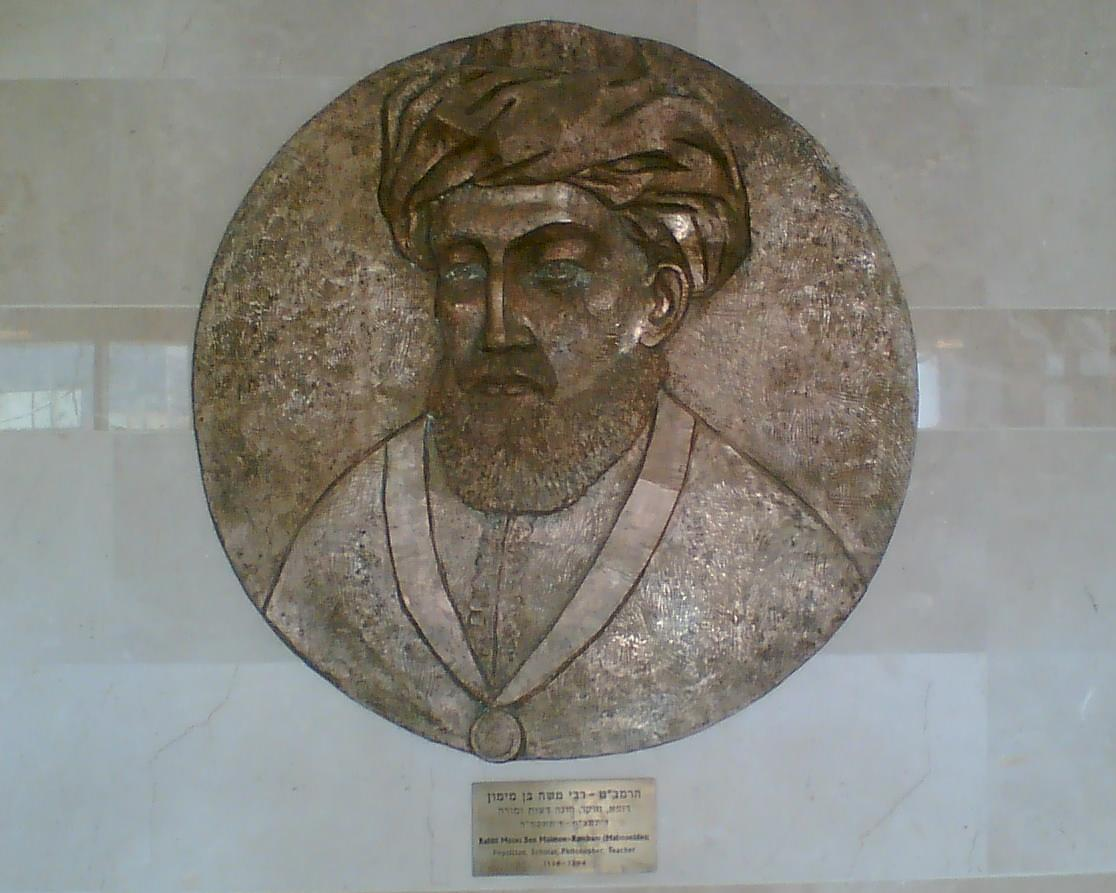
La placa de Maimònides a l'Hospital Rambam.

El Centre Mèdic Rambam serveix com a centre de referència i centre de trauma de nivell I, que fa servir un enfocament multidisciplinari per la diagnosi i el tractament mèdic. Al voltant de 75.000 persones són hospitalitzades a l'any, i 500.000 persones són tractades en les seves clíniques per a pacients, en ambulatoris i en centres mèdics.
La facultat de medicina del Institut Tecnològic d'Israel - Technion, es troba al costat de l'hospital. El centre mèdic disposa de 36 departaments amb 1.000 llits, 45 unitats mèdiques, 9 instituts, 6 laboratoris i 30 departaments, serveis de manteniment i serveis administratius. Ofereix un servei integral per a tot el nord d'Israel que inclou el tractament de traumatismes, oncologia i neurocirugía.
Com a hospital universitari, el centre mèdic Rambam es dedica a l'ensenyament i la recerca en col·laboració amb la Facultat de Medicina Rappaport del Technion. L'Hospital de Nens Meyer, l'únic hospital dedicat exclusivament a la medicina pediàtrica en el nord d'Israel, es troba en el Campus de Tractaments Mèdics Rambam. Va ser establert en 1986 per al tractament d'infants i adolescents de 0 a 16 anys.

## Història

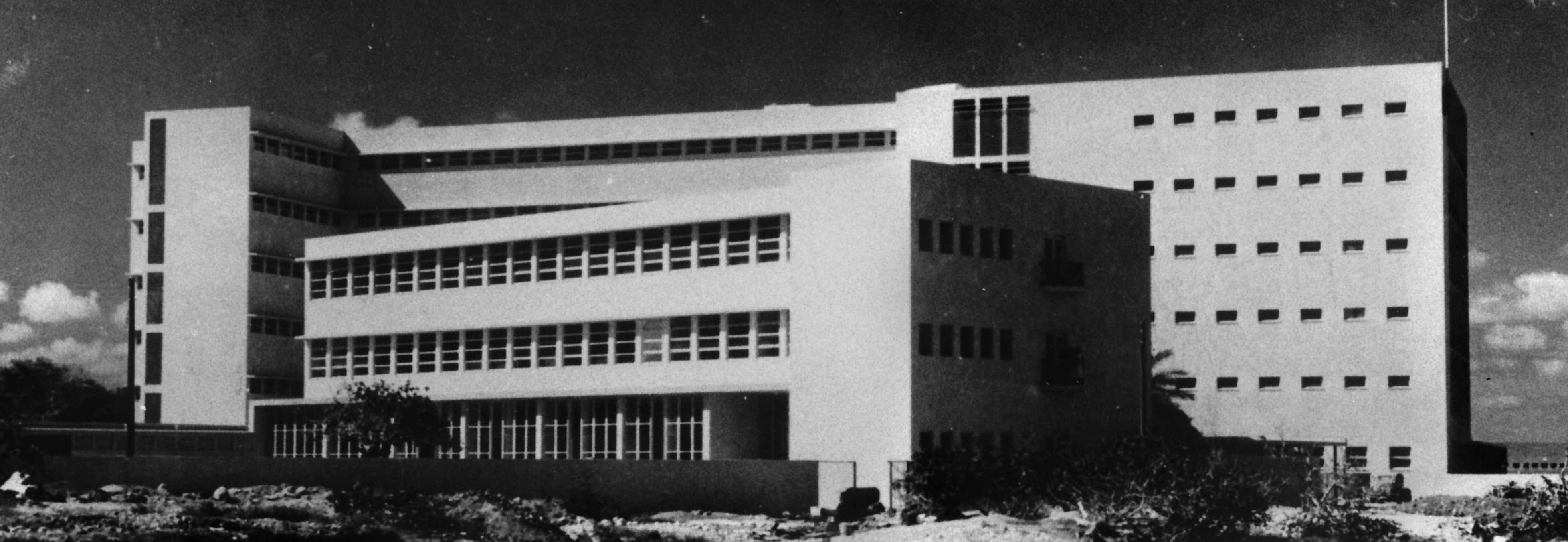
Hospital del Govern Britànic de Haifa.1938.

El Centre Mèdic Rambam es va establir en 1938 durant el Mandat Britànic de Palestina. El centre va ser inaugurat per l'Alt Comissionat per a Palestina Sir Harold MacMichael amb una cobertura de 225 llits hospitalaris. L'hospital va ser conegut inicialment com l'Hospital del Govern Britànic de Haifa. L'arquitecte de la Bauhaus, Erich Mendelsohn, fou l'encarregat de dissenyar l'edifici en forma de mitja lluna als peus del Mont Carmel, al nord-oest del port de Haifa. Després de la fundació de l'Estat d'Israel en 1948, l'hospital fou anomenat Rambam.

## Ampliació

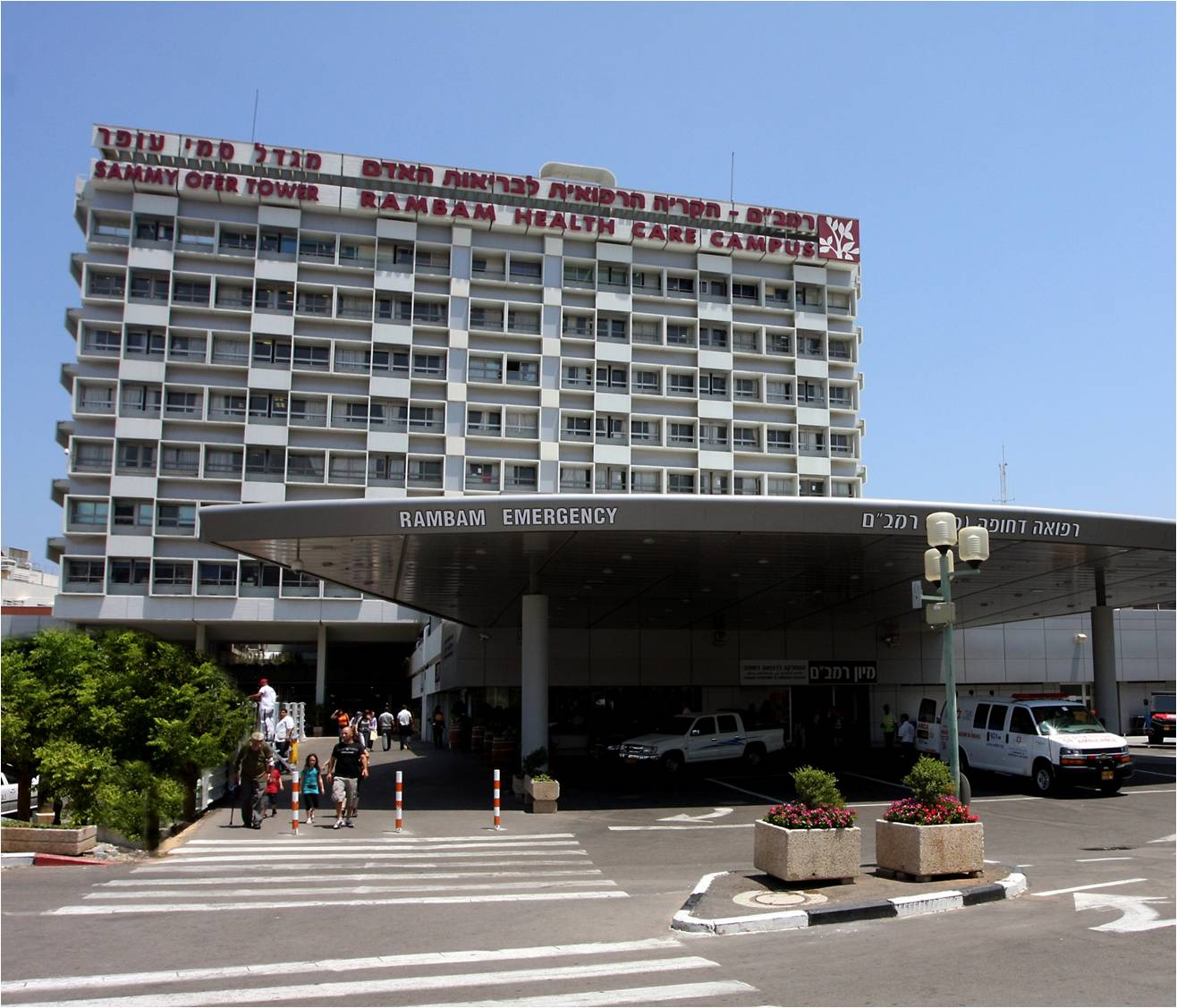
Entrada a la sala d'emergència.

A l'octubre de 2010 es va començar a treballar en un sistema d'emergència de protecció subterrània per a l'hospital, dissenyat per resistir atacs químics convencionals i atacs biològics. El projecte inclou 3 plantes d'estacionament, que es poden transformar en un poc temps en un hospital d'emergència amb 2.000 llits. L'hospital serà capaç de generar la seva pròpia energia i tindrà reserves per a 3 dies: d'oxigen, aigua potable i medicaments.